# 高原滋夫
高原 滋夫（たかはら しげお、1908年4月29日 - 1994年11月1日）は、日本の医学者、耳鼻咽喉科医。元岡山大学医学部教授。岡山県生まれ。

## 経歴
稀有な血液異常症の無カタラーゼ血液症（高原病とも呼ばれる）を発見した。また、日本で初めてとなる難聴学級や難聴幼児通園施設開設に尽力した。後に川崎医科大学教授をつとめた。1961年朝日賞受賞。1985年文化功労者選出。1936年　岡山大学医学博士　「脳腫瘍に因る聴器障碍に関する実験的研究 」。